# 張雨浦
張 雨浦（ちょう うほ、1962年8月 - ）は、中華人民共和国の官僚・政治家。回族。現職は寧夏回族自治区人民政府主席。

## 経歴
1962年8月、山東省長清県で生まれる。1980年、東北農学院（現在の東北農業大学）農機系に入学した。1984年を卒業。1984年7月に中国共産党入党。大学卒業後、蘭西県農機修造工場に勤務する。1985年8月に呼蘭県自動車修理工場へ転じて工程師兼弁公室主任に就任。
1986年3月、中国共産党呼蘭県委員会統戦部弁公室主任兼台湾工作弁公室副主任に就任。1990年5月に中国共産党黒竜江省委員会統戦部へ入部した。以後、科員、調研員、信息中心副主任、宣伝弁主任、副部長を歴任した。2004年4月、中国共産党鶴崗市委員会常務委員、組織部部長、企業工作委員会書記に就任。同年10月には鶴崗市党委員会副書記を兼務する。さらに2008年3月には鶴崗市市長を兼任する。2013年6月、鶴崗市党委員会書記兼鶴崗市人民代表大会常務委員会主任に昇格 。2015年3月、牡丹江市党委員会書記兼鶴岡市人民代表大会常務委員会主任に転任。2016年9月、中国共産党黒竜江省委員会秘書長、弁公庁主任、黒竜江省直属機関工作委員会書記に任命。同年12年には中国共産党黒竜江省委員会常務委員を兼務する。
2021年8月、寧夏回族自治区に移り、寧夏回族自治区党委員会常務委員兼銀川市党委員会書記に任命。2022年4月、寧夏回族自治区党委員会副書記、寧夏回族自治区人民政府党組書記、銀川市党委員会書記に就任。5月9日、寧夏回族自治区人民政府主席に任命。